# Weißbauchigel
Der Weißbauchigel (Atelerix albiventris) ist die am weitesten verbreitete Art der Afrikanischen Igel.

## Merkmale
Der Weißbauchigel ist ein kleiner Igel, er erreicht eine Kopf-Rumpf-Länge von 14 bis 25 cm und hat einen kurzen, 1 bis 1,6 cm langen Schwanz. Die Hinterfußlänge liegt zwischen 2,6 und 2,9 cm. Die Stacheln sind 5 bis 10 mm lang, die längsten Stacheln am Rücken messen 15 mm, am Kopf bis zu 17 mm. Ihre basale Hälfte ist weiß, die obere Hälfte dunkelbraun oder schwarzbraun, oft mit einer schwarzen Spitze, so dass das Stachelkleid insgesamt dunkel wirkt. Das Bauchfell ist weißlich oder cremefarben. Die Beine sind kurz und weißlich. Der Hinterfuß hat vier Zehen. Mit einer Länge von 7 % der Kopf-Rumpf-Länge ist der Schwanz sehr kurz. Der Kopf ist hell, die Region zwischen Augen und Nase schwarz. Die Ohren sind klein, rund und kürzer als die sie umgebenden Stacheln. Die Ohrlänge liegt etwa bei 73 % der Hinterfußlänge.
Vom Äthiopischen Igel (Paraechinus aethiopicus), mit dem der Weißbauchigel im zentralen Sudan und im südwestlichen Eritrea zusammen vorkommt, ist der Weißbauchigel gut durch die wesentlich kürzeren Ohren (4–4,5 cm bei P. aethiopicus) zu unterscheiden. Der Somalische Igel (Atelerix sclateri) ist größer und hat fünf Zehen am Hinterfuß.

## Verbreitung

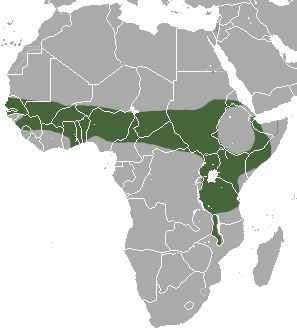
Verbreitungsgebiet des Weißbauchigels

Der Weißbauchigel kommt in der südlich der Sahelzone gelegenen westsudanischen Savanne vom Senegal bis zum südlichen Sudan und Südsudan sowie im westlichen Somalia, im Ogaden, in Kenia, Tansania, Uganda und Malawi vor. Im äthiopischen Hochland und in der südlich der sudanischen Savannenregion anschließenden Regenwaldzone fehlt sie. Ein isoliertes Vorkommen gibt es in Sambia am Nordufer des Sambesi.

## Lebensraum und Lebensweise
Der Weißbauchigel kommt in Savannen, semiariden und felsigen Gebieten vor; feuchte Gegenden meidet er. In Gärten und landwirtschaftlichen Nutzflächen ist er häufig. Die Tiere sind nachtaktiv und verbringen den Tag versteckt unter Steinen, Baumstämmen, in Felsspalten oder in einem Termitenhügel. Weißbauchigel, die in Gefangenschaft gehalten wurden, waren vor allem von 21:00 bis 24:00 Uhr und in der Zeit um 3:00 Uhr aktiv. Die Ernährung des Weißbauchigels ist bisher nur wenig untersucht worden. In Ostafrika ernähren sie sich u. a. von Würmern, Schnecken, Süßwasserkrabben, Insekten sowie Früchten, Pilzen und Wurzeln. Aufgrund des großen Verbreitungsgebietes unterscheidet sich die Fortpflanzungszeit je nach Region, liegt aber grundsätzlich in der trockeneren und kühleren Jahreszeit.
Zu den Fressfeinden des Weißbauchigels zählt der Blassuhu (Bubo lacteus). Zu den bekannten Ektoparasiten gehören die Flöhe Katzenfloh (Ctenocephalides felis), Ctenocephalides crataepus, Echidnophaga gallinacea und der Rattenfloh (Xenopsylla cheopis), außerdem die Schildzecken Haemaphysalis leachi, Haemaphysalis spinulosa, Braune Hundezecke (Rhipicephalus sanguineus) und Rhipicephalus simus. Weitere Ektoparasiten sind Milben wie Caparinia erinacei, Caparinia tripilis, Myocoptes musculinus, Notoedres oudemansi, Rodentopus sciuri und Sarcoptes scabiei.
In Gefangenschaftshaltung haben Weißbauchigel eine Lebenserwartung von bis zu 10 Jahren, in freier Wildbahn werden sie selten älter als 3 Jahre.

## Gefährdung
Die IUCN listet den Weißbauchigel als nicht gefährdet (Least Concern).
Jedoch könnte die vermehrte Haltung als Haustier ein Problem für die Art darstellen. Denn für diese Haltung werden Weißbauchigel häufig aus der freien Wildnis gefangen und dann weiterverkauft oder zum Züchten genutzt. Durch die steigende Nachfrage kann sich der Fang der Weißbauchigel zu einem ernsthaften Problem entwickeln. Durch Social-Media-Beiträge, die den Weißbauchigel immer häufiger als Haustier zeigen, wächst auch die Nachfrage stetig. Tierschutzvereine, wie z. B. Pro Wildlife, kritisieren, dass eine artgerechte Haltung in Gefangenschaft nicht möglich sei, und fordern strengere Regelungen zum Thema exotische Haustiere.